# أنخيل فرنانديز بيريز
أنخيل فرنانديز بيريز (بالإسبانية: Ángel Fernández Pérez) (16 سبتمبر 1988 في إسبانيا - ) هو لاعب كرة يد إسباني في مركز جناح ‏. لعب مع نادي لوغرونيو لكرة اليد.

## وصلات خارجية
- أنخيل فرنانديز بيريز على موقع الاتحاد الأوروبي لكرة اليد (الإنجليزية)
- أنخيل فرنانديز بيريز على موقع أوليمبيديا (الإنجليزية)